# Tournoi des Trois Nations sud-américain
Ne doit pas être confondu avec Tournoi des Quatre Nations ou Championnat d'Amérique du Sud de rugby à XV.
Le tournoi des Trois Nations sud-américain (en espagnol : Sudamericano 3 Naciones), ou tournoi des Quatre Nations sud-américain (en espagnol : Sudamericano 4 Naciones) selon le format des éditions, est une compétition de rugby à XV entre équipes nationales sud-américaines organisée par Sudamérica Rugby.

## Histoire
Dans le cadre des qualifications de la zone Amériques pour la Coupe du monde 2023, un tournoi des Trois Nations sud-américain est mis en place en 2021 afin de déterminer les têtes de série sud-américaines 1 et 2 avant d'affronter leurs homologues nord-américains pour la suite du processus de qualification ; l'Uruguay affronte ainsi le Chili et le Brésil, respectivement vainqueurs de la Colombie et du Paraguay en match de barrage préliminaire.
En 2022, l'organisation de la compétition est reconduite : elle rassemble trois nations à Barranquilla en Colombie, le Brésil, la Colombie et le Paraguay. Elle permet par ailleurs de rétablir l'organisation d'une compétition internationale régulière dans la région, hors circuit de qualification mondial, après deux années perturbées par la pandémie de Covid-19.
La compétition devient le tournoi des Quatre Nations pour l'édition 2023 afin de développer la compétitivité des sélections sud-américaines en vue de la Coupe du monde 2027, comme le fait déjà le Súper Rugby Américas avec un championnat entre clubs. Organisée à Luque au Paraguay, elle est disputée par quatre équipes n'étant pas qualifiées pour la Coupe du monde ayant lieu deux mois plus tard : outre les usuelles équipe nationales du Brésil, de la Colombie et du Paraguay, l'équipe réserve du Chili participe en tant que « Chili XV »,. L'invitation de cette dernière a pour objectif de faire une dernière revue d'effectif afin que Pablo Lemoine, sélectionneur de l'équipe nationale du Chili, puisse choisir les trois derniers joueurs qui intègreront le groupe destiné à participer au mondial.
Revenant au format à trois équipes, l'édition 2024 sert de tournoi préliminaire sud-américain dans le cadre des qualifications de la zone Amériques pour la Coupe du monde 2027, opposant à nouveau le Brésil, la Colombie et le Paraguay.

## Format
La compétition est organisée suivant le format d'un tournoi toutes rondes durant lesquelles les équipes s'affrontent dans le même stade sur un créneau calendaire réduit.

## Palmarès
| Saison | Lieu                  | Participants                      | Vainqueur |
| ------ | --------------------- | --------------------------------- | --------- |
| 2021   | Montevideo Uruguay    | Brésil Chili Uruguay              | Uruguay   |
| 2022   | Barranquilla Colombie | Brésil Colombie Paraguay          | Brésil    |
| 2023   | Luque Paraguay        | Brésil Chili XV Colombie Paraguay | Brésil    |
| 2024   | -                     | Brésil Colombie Paraguay          | -         |